# José Ochoa (peleador)
Jose Alberto Ochoa Oblitas (Moyobamba, Departamento de San Martín, 30 de diciembre de 2000) es un artista marcial mixto peruano que actualmente compite en la división de peso mosca de Ultimate Fighting Championship.

## Carrera de artes marciales mixtas

### Carrera temprana
Ochoa comenzó su carrera de MMA profesional el 7 de noviembre de 2018. Desde entonces, ha acumulado siete victorias y un no contest en ocho peleas; el NC corresponde a un combate que tuvo en la promoción mexicana UWC ante Jhoao Ruíz.

### Ultimate Fighting Championship
Ochoa firmó para UFC en agosto de 2024. Debutó para la promoción el 23 de noviembre de ese año en UFC Fight Night 248; sin embargo, fue derrotado por Lone'er Kavanagh mediante decisión dividida.
Ochoa se enfrentó a Cody Durden el 14 de junio de 2025 en UFC on ESPN 69. Ganó la pelea por KO en el segundo asalto. Esto le valió el premio a la Actuación de la Noche.
Ochoa se enfrentó a Asu Almabayev el 26 de julio de 2025 en UFC on ABC 9 como el suplente de Ramazan Temirov, quien no pudo enfrentar a Almabayev al fallar un test antidrogas. Perdió la pelea por decisión unánime.

## Campeonatos y logros
- Ultimate Fighting Championship
  - Actuación de la Noche (una vez) vs. Cody Durden.

## Récord en artes marciales mixtas
| Récord profesional | Récord profesional | Récord profesional |
| 11 peleas          | 8 victorias        | 2 derrotas         |
| ------------------ | ------------------ | ------------------ |
| Nocaut             | 7                  | 0                  |
| Sumisión           | 1                  | 0                  |
| Decisión           | 0                  | 2                  |
| Sin resultado      | 1                  | 1                  |